# Vicente Cremades Alcácer
Vicente Cremades Alcácer (???, Bétera - 2007?, Bétera) també anomenat Vicent Cremades Alcàsser i amb el malnom de Serret va ser un polític valencià i alcalde de Bétera des de 1979 fins a 1999. Va ser el primer alcalde de la democràcia a Bétera pel PSPV-PSOE.

## Biografia
Durant la dictadura va ser delegat local del moviment a Bétera intentant arribar a l'alcaldia del poble. Amb l'arribada de la democràcia es va afiliar al PSOE sent cap de llista d'aquesta formació a l'ajuntament de Bétera en les primeres eleccions municipals democràtiques aconseguint l'alcaldia. Així estigué com a alcalde amb majories absolutes fins a l'any 1991 quan deixà el PSOE per discrepàncies amb el partit i fundà el seu propi partit, la Unió i Progrés Independent de Bétera. En les eleccions de 1991 malgrat haver guanyat amb vora uns 1000 vots de diferència respecte al candidat socialista, José Campos Pérez, fou aquest darrer qui obtingué l'alcaldia mitjançant un acord amb altres partits. En les següents eleccions de 1995, però, Cremades tornà a l'alcaldia després de ser el més votat. Aquesta seria la seua darrera legislatura al capdavant del consistori, ja que no va tornar a presentar-se, donant pas a que Amparo Doménech Palau es presenatara com a cap de llista de l'UPIB. Des de 1999 fins a la seua mort menys de deu anys després es mantingué al marge de la política. Poc després de la seua mort, en 2008, l'ajuntament va posar-li el seu nom a uns dels carrers més importants de Bétera, l'antiga "avinguda de l'exèrcit espanyol".
Vicente Cremades Alcácer, "Serret", va ser durant la seua vida una figura rellevant al poble i va tindre els seus admiradors però també va tindre els seus detractors que el van acusar de "franquista" i "cacic frustrat" com es pot llegir en un text elaborat l'any 1981 per la cèl·lula de Bétera del PSAN i distribuït en l'organ de comunciació d'aquest partit, Lluita, on se l'acusa d'amistat amb el grup terrorista GAV, de tindre casos de corrupció o de tindre pràctiques autoritàries i utilitzar les sigles del PSOE només per als seus interessos.